# Matthias Koch (Schauspieler)
Matthias Koch (* 1988 in Luzern) ist ein Schweizer Schauspieler.

## Biografie
Koch studierte Schauspiel an der MUK Wien und an der Zürcher Hochschule der Künste. Während seines Studiums stand er unter anderem am Schauspielhaus Zürich in Dogtooth (Regie: Lily Sykes) auf der Bühne und wurde 2014 mit dem Förderpreis der Armin Ziegler-Stiftung sowie 2015 mit dem Stipendium der Hirschmann-Stiftung ausgezeichnet. Seit 2016 arbeitet Koch als freischaffender Schauspieler für Film, Fernsehen und Theater.
Er ist der Bruder des Schweizer Regisseurs und Drehbuchautors Christian Johannes Koch.
Koch lebt in Zürich.

## Filmografie (Auswahl)
- 2015: Gruber geht
- 2017: Vakuum
- 2018: Tranquillo
- 2018: Generalstreik 1918[5]
- 2018: WaPo Bodensee – Alte Liebe[6]
- 2019: I gseh di[7]
- 2022: Tatort: Risiken mit Nebenwirkungen